# Stralsund
Stralsund, in italiano Stralsunda, è una città del Land tedesco del Meclemburgo-Pomerania Anteriore, nel circondario della Pomerania Anteriore-Rügen. Essa si trova sulla costa meridionale dello Strelasund, uno stretto del Mar Baltico che separa la terraferma dall'isola di Rügen, con cui la città è collegata tramite due ponti (chiamati Rügendamm e Rügenbrücke) e numerosi traghetti.
Le principali attività economiche di Stralsund riguardano l'industria legata ai cantieri navali, alla pesca e al turismo, che dagli ultimi anni del XX secolo ha iniziato uno sviluppo vertiginoso.

## Storia

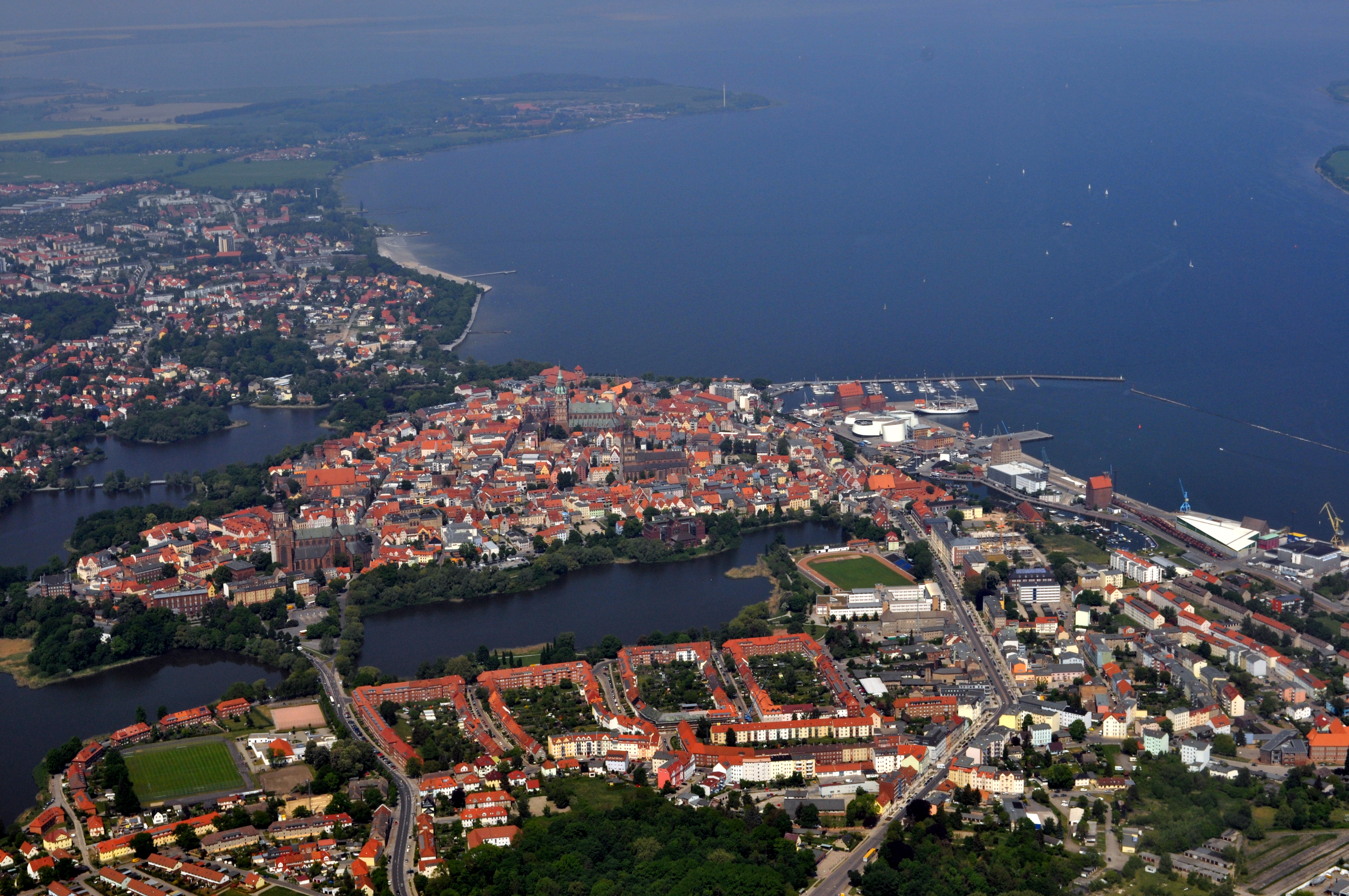
Stralsund

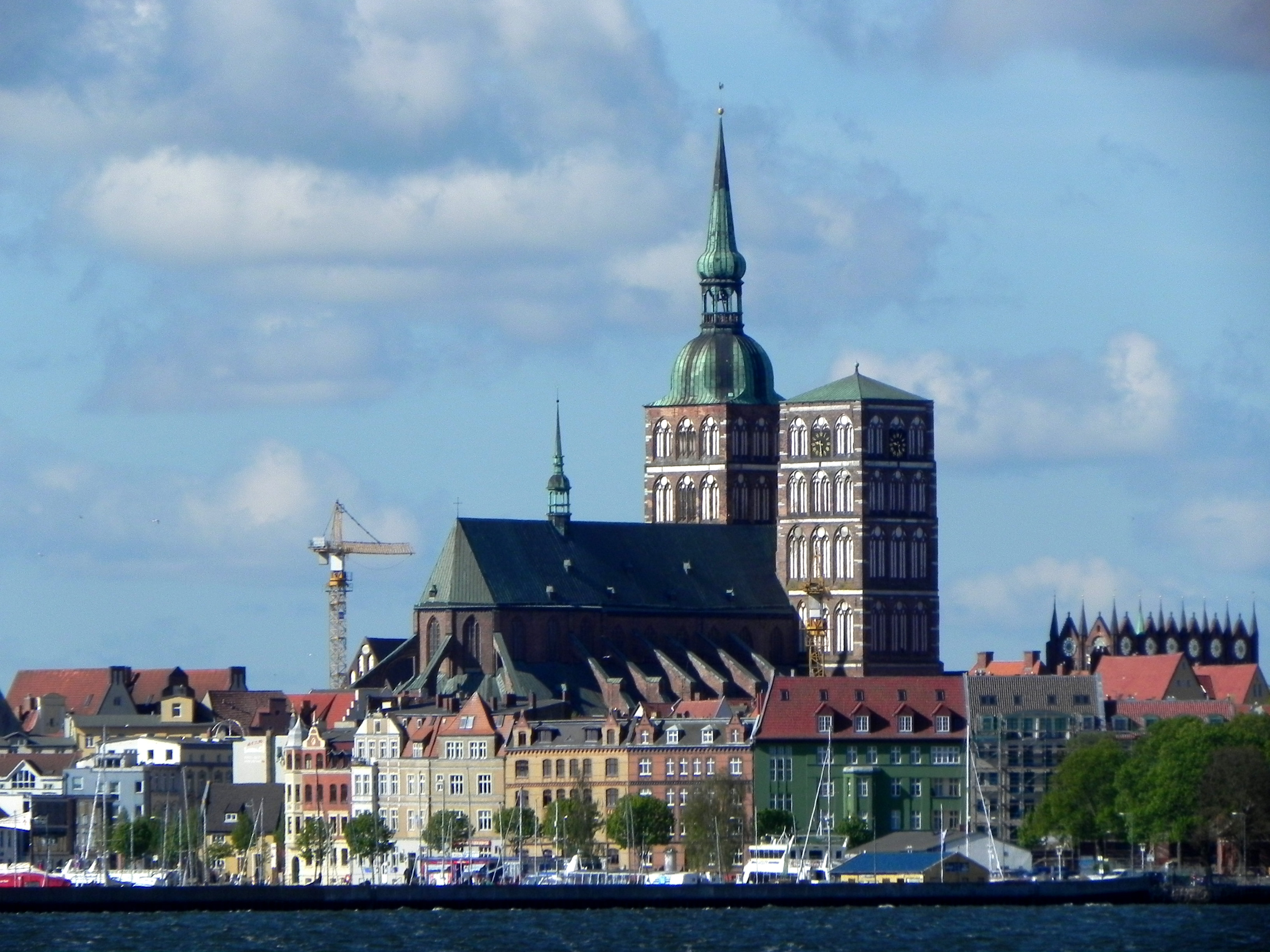
La chiesa di San Nicola, che domina la città.

Stralsund venne fondata nel 1234 da coloni slavi provenienti dall'isola di Rügen. Fu subito città libera, cui si applicava il diritto di Lubecca. Pochi anni dopo arrivarono commercianti tedeschi e la città iniziò a svilupparsi. Nel 1249 però Stralsunda venne rasa al suolo da un esercito proveniente dalla città libera di Lubecca, i cui commerci venivano ostacolati dalla nuova città. In seguito a questo fatto, quando Stralsunda venne ricostruita, venne anche circondata di possenti mura, dotate di 11 porte d'accesso e 30 torri d'osservazione. Nel 1293 Stralsunda entrò a far parte della Lega anseatica e nel XIV secolo 300 imbarcazioni battenti la bandiera della città solcavano le acque del Mar Baltico. Nel 1325 il principato di Rügen fu annesso al ducato di Pomerania, la città tuttavia riuscì a mantenere una relativa indipendenza anche all'interno del nuovo stato. Il forte legame della città con la Lega anseatica venne confermato nel 1370: proprio a Stralsund venne infatti firmato l'omonimo trattato che pose fine alla guerra fra l'Hansa ed il Regno di Danimarca, e consolidò la preminenza della Lega come potenza politico-commerciale nell'area baltica.

Bandiera di Stralsund, città anseatica (XIV secolo)

Nel XVII secolo Stralsunda venne coinvolta nella Guerra dei Trent'anni: il generale Albrecht von Wallenstein la cinse d'assedio nel 1628, fino a che non venne liberata da truppe svedesi. Con la firma del trattato di Stettino, Stralsunda divenne una delle roccaforti svedesi nella Pomerania. Alla fine della guerra, con la Pace di Vestfalia del 1648, la città passò sotto il controllo della Svezia insieme a gran parte della regione circostante. Fu conquistata dai brandeburghesi nel 1678, tuttavia con la firma del trattato di Saint-Germain-en-Laye Stralsunda tornò sotto la sovranità svedese. Durante la grande guerra del Nord, nel 1715, Carlo XII di Svezia guidò la difesa di Stralsunda per un anno contro le truppe dell'Europa centrale. La città rimase sotto il controllo svedese fino al 1807, quando fu assediata e conquistata dalle truppe di Napoleone. Due anni più tardi i freikorps di Ferdinand von Schill cercarono invano di conquistare la città e lo stesso von Schill morì nello scontro. Con la firma del trattato di Vienna nel 1815 Stralsunda fu annessa alla nuova provincia prussiana della Pomerania.
Durante la seconda guerra mondiale fu pesantemente bombardata dall'aviazione americana il 6 ottobre 1944. Dal 1949 fino alla riunificazione tedesca del 1990 Stralsund fece parte della Germania Est. Nel 2002 il centro storico della città, insieme a quello di Wismar, è stato proclamato Patrimonio dell'umanità.

## Monumenti e luoghi d'interesse
Il centro storico di Stralsund, costruito nello stile detto gotico baltico, è stato inserito nel 2002 nell'elenco dei Patrimoni dell'umanità dell'UNESCO, insieme alla città di Wismar. I monumenti più famosi della città sono:
- L'Alter Markt, l'Antica Piazza del Mercato, cinta dai monumenti principali cittadini e da antiche abitazioni costruite nel XIV secolo, fra cui il quartier generale svedese durante il periodo bellico.
- Il Municipio del XIII secolo, sull'Alter Markt.
- La Nikolaikirche, Chiesa di San Nicola, imponente edificio che sorge accanto al Municipio, eretto fra il 1270 e il 1360.
- La Jacobkirche, Chiesa di San Giacomo, costruita a metà del XIV secolo e più volte distrutta (per esempio nel corso della guerra dei trent'anni e della seconda guerra mondiale);
- La Marienkirche, Chiesa di Santa Maria, la maggiore chiesa di Stralsund, costruita in stile gotico fra il 1383 e il 1473, con un campanile ottagonale alto 104 metri, da cui si gode una magnifica vista della città e della vicina isola di Rügen. La Marienkirche deteneva un tempo il record di edificio più alto del mondo. La chiesa, inoltre, conserva un pregevole organo monumentale;

- Il monastero di Santa Caterina (Katharinenkloster), costruito nel XV secolo, al cui interno si trovano un museo storico e un museo oceanografico. L'antico refettorio del monastero è uno dei più famosi nel suo genere di tutta la Germania;
- Il monastero francescano, costruito nel 1254, uno dei più antichi edifici della città.

## Amministrazione

### Gemellaggi
- Malmö, dal 1991

## Curiosità
Tra il 1872 e il 1874 fu trovato da pescatori della vicina isola di Hiddensee un corredo costituito complessivamente da 16 gioielli in oro (fibbie, bracciali, anelli, orecchini e spille). Il tesoro, che gli esperti valutarono risalente alla seconda metà del X secolo, e che apparteneva, probabilmente, alla tomba del re vichingo danese Harald Blauzahn (940-986 d.C.) rappresenta il più cospicuo reperto di arte orafa vichinga ritrovato in Germania. Il cosiddetto Goldschmuck von Hiddensee è conservato fin dai primi del Novecento nel Kulturhistorisches Museum di Stralsund.